# كلوستريديوم TU-103
كلوستريديوم TU-103 هي بكتيريا موجبة غرام لاهوائية عزلت في جامعة تولين في مدينة نيو أورليانز بولاية لويزيانا الأمريكية.